# Château de Sanzay
Ne doit pas être confondu avec Château du Bois de Sanzay.
Le château de Sanzay se situe à proximité du village de Sanzay, sur la commune d’Argenton-les-Vallées dans les Deux-Sèvres, aux confins de l'Anjou et du Poitou.

## Historique
L'histoire du château de Sanzay est surtout celle de la famille de Sanzay (cf. l'article Anne). Peu de documents témoignent directement de sa construction ou de son usage. Ainsi l'étude archéologique de l'ensemble des vestiges prend une réelle importance et contraint le chercheur à émettre des hypothèses dont la validité ne peut être affirmée que par des travaux de recherches sur le terrain.
Depuis mai 2007, le château de Sanzay accueille l'association La Colporteuse. 

## Architecture
Le château de Sanzay a été construit au XIIIe siècle dans une zone relativement marécageuse. Son plan général s'organise par une double protection, une douve externe nommé canal prenant appui sur le pré de l’Étang situé au nord-est et protège le château sur sa partie occidentale. Enfin une douve interne enserre les murs de courtine. Sur la contrescarpe orientale, un talus de terre a été rapporté à une période ancienne. Il s'agit probablement d'un boulevard, ouvrage d'art destiné à une protection passive contre les attaques par arme à feu.
Les vestiges du XIIIe siècle en élévation sont essentiellement le châtelet d'entrée, la tour donjon, et un bâtiment pour les gardes situé au nord-est, avec tour d'artillerie. Gilles Niort, et l'association du château de Sanzay, ont œuvré pour faire découvrir ce monument en mauvais état à Marie-Claude Bakkal-Lagarde qui a organisé des travaux de 1998 à 2003 dans le cadre de chantiers de jeunes. Les travaux ont porté sur la restauration de petit bâtiments, de la tour donjon, la fouille des douves a permis de découvrir cinq tours d'enceinte disparues. Plusieurs publications ont été réalisées à la suite du dégagement des douves en vue de leur remise en eau, notamment dans les bulletins de l'Association pour le Développement de l'Archéologie sur Niort et les Environs. 
Le châtelet d'entrée, encadré de deux tours, présente au rez-de-chaussée une porte charretière et une poterne qui après inspection du bâti ont été rouvertes à l'occasion des chantiers d'été. Au-dessus les passages pour mouvoir le pont-levis sont conservés. 
La tour-donjon a été tronquée anciennement, exposée aux intempéries, elle a retrouvé une toiture en 2005. Celle-ci est placée un niveau en dessous de la toiture initiale. L'accès au premier niveau de la tour donjon n'est possible que par la face sud où se trouve une porte. Il n'existe aucune communication entre le premier et le second niveau.
L'accès au second niveau de la tour-donjon s'effectue par la cour. La porte d'entrée est surmontée d'un panneau très abîmé, sculpté dans un calcaire fragile (le tuf). Un escalier en hélice permet d'accéder au second niveau où se trouve une chapelle, avec baie gothique. Les murs de cette chapelle ont été recouverts des blasons de la famille des Sanzay au XVIe siècle. Le sol de cette chapelle est pavé. La disposition du pavage crée une décoration géométrique.
Dans la cour les bâtiments orientaux ont été construits sur les restes des substructions du XVe siècle. Enfin dans l'angle nord-est du château subsiste une tour d'artillerie tronquée, initialement prévue pour la défense de l'entrée ainsi que le logis des gardes sur deux niveaux. Le château a été profondément remanié au XIXe siècle et les éléments architecturaux en ont souffert.

## Monument historique
De ce château du XIIIe siècle les restes des anciennes fortifications, la porte dans le châtelet d'entrée encadré de deux tours ainsi que la chapelle aux baies de style gothique ont été inscrits monument historique le 3 décembre 1930.